# Aleucosia cuneata
Aleucosia cuneata är en tvåvingeart som först beskrevs av Edwards 1934.  Aleucosia cuneata ingår i släktet Aleucosia och familjen svävflugor. Inga underarter finns listade i Catalogue of Life.